# Jeanine Basinger
Jeanine Basinger (3 de febrero de 1936), es una historiadora de cine, y profesora de los 'Film Studies' así como fundadora y conservadora de 'The Cinema Archives' de la Wesleyan University, de Middletown, Connecticut.

## Sobre Jeanine Basinger
Jeanine Basinger ha llegado a ser una autoridad en la historia del cine estadounidense. Se la ha descrito como "una de las más importantes profesoras de cine de la actualidad".
Basinger apareció en numerosos documentales, y además tuvo un papel dramático en A Better Way to Die (2000). En 2006 participó en el film Wanderlust, que es un documental sobre los llamados 'road movies' y sobre su resonancia en la cultura americana. 
En España fue conocida en 2004, cuando se recuperó a un gran cineasta como Anthony Mann, que siempre se mantuvo en un plano secundario con respecto a los grandes directores. El Festival de San Sebastián publicó un estudio sobre Mann, de los setenta, prologado por ella.

## Obra

### Libros
- Shirley Temple (1975)
- Lana Turner (1976)
- Gene Kelly (1976)
- American Cinema: 100 Years of Filmmaking
- Silent Stars (1999)
- The World War II Combat Film: Anatomy of a Genre (1985, 2003)
- Anthony Mann: A Critical Study. Ed bilingüe castellano-inglés: Anthony Mann, Filmoteca Española y Festival Internacional de Cine de San Sebastián, 2004 ISBN 978-84-86877-32-3 (sobre su texto de 1978)
- The Star Machine, Alfred A. Knopf (2007).
- I Do and I Don't: A History of Marriage in the Movies (2013)

### Comentarios de audio
- The Ghost and Mrs. Muir, con Kenneth Geist, historiador de cine
- Gigi, con la actriz Leslie Caron
- In This Our Life
- It
- It's a Wonderful Life
- Jezebel
- Laura, con David Raksin
- The Philadelphia Story
- Pearl Harbor, dirigido por Michael Bay
- Sergeant York
- The Tall T
- Three Coins in the Fountain
- Week-End in Havana
- The Wild One

## Premios
- 1996 Wesleyan Binswanger Prize for Excellence in Teaching
- 1999 National Board of Review's William K. Everson Prize for Film History por Silent Stars
- 2005 Governor's Arts and Tourism Award from the Connecticut Commission on Culture and Tourism
- 2006 Honorary Doctorate of Humane Letters from the American Film Institute
- 2008 Theatre Library Association Award por The Star Machine
- 2013 Wesleyan Binswanger Prize por la calidad de enseñanza